# Естонија на Светском првенству у атлетици на отвореном 2011.
Естонија је на 13. Светском првенству у атлетици на отвореном 2011. одржаном у Тегу од 27. августа до 4. септембра, учествовала десети пут, као самостална држава. Репрезентацију Естоније представљало је 9 такмичара (6 мушкараца и 3 жене) који су се такмичили у 8 дисциплина (5 мушких и 3 женске).,
На овом првенству Естонија је освојила једну сребрну медаљу. Овим успехом Естонска атлетска репрезентација је у укупном пласману делила 24 место са још 8 репрезентација од 204 земаља учеснице. Није било националних, личних и рекорда сезоне.
У табели успешности према броју и пласману такмичара који су учествовали у финалним такмичењима (првих 8 такмичара) Естонија је са 2 учесника у финалу делила 28. место са освојених 12 бодова..
| Плас. | Земља    | 1. место | 2. место | 3. место | 4. место | 5. место | 6. место | 7. место | 8. место | Бр. финал. | Бод. |
| ----- | -------- | -------- | -------- | -------- | -------- | -------- | -------- | -------- | -------- | ---------- | ---- |
| =28.  | Естонија | 0        | 1        | 0        | 1        | 0        | 0        | 0        | 0        | 2          | 12   |

## Селекција атлетичара
У припремама за Светско првенство објављена је екипа од 10 такмичара у конкуренцији. Сви изабрани спортисти су остварили једну од постављених квалификационих норми. Бацач копља Ристо Метас је регистрован као резерва и нашао се на прелиминарној листи учесника, али не на листи такмичара Естоније на почетку првенства, што је довело до броја од 9 такмичара.

## Учесници
| Мушкарци: - Марек Нит — 100 м и 200 м - Герд Кантер — Бацање диска - Март Израел — Бацање диска - Михкел Кук — Бацање копља - Мик Пахапил — Десетобој - Андрес Раја — Десетобој | Жене: - Марис Меги — 400 м препоне - Ана Иљуштшенко — Скок увис - Грит Шадејко — Седмобој |  |

## Освајачи медаља

### Сребро
- Герд Кантер — Бацање диска

## Резултати

### Мушкарци
Тркачке дисциплине
| Атлетичар | Дисциплина | Лични рекорд        | Квалификације     | Квалификације     | Група    | Група      | Полуфинале           | Полуфинале           | Финале               | Финале       | Детаљи |
| Атлетичар | Дисциплина | Лични рекорд        | Резултат          | Место             | Резултат | Место      | Резултат             | Место                | Резултат             | Место        | Детаљи |
| --------- | ---------- | ------------------- | ----------------- | ----------------- | -------- | ---------- | -------------------- | -------------------- | -------------------- | ------------ | ------ |
| Марек Нит | 100 м      | 10,21 (1,9 м/с)НР   | Директно пласиран | Директно пласиран | 10,53    | 4. у гр. 5 | Није се квалификовао | Није се квалификовао | Није се квалификовао | 32 / 71 (75) |        |
| Марек Нит | 200 м      | 20,43 (+1,1 м/с) НР |                   |                   | 20,90    | 5. у гр. 7 | Није се квалификовао | Није се квалификовао | Није се квалификовао | 29 / 53 (54) |        |

Техничке дисциплине
| Атлетичар   | Дисциплина   | Лични рекорд | Квалификације | Квалификације | Финале               | Финале       | Детаљи |
| Атлетичар   | Дисциплина   | Лични рекорд | Резултат      | Место         | Резултат             | Место        | Детаљи |
| ----------- | ------------ | ------------ | ------------- | ------------- | -------------------- | ------------ | ------ |
| Герд Кантер | бацање диска | 73,38 НР     | 63,50         | 5. у гр. А кв | 66,95                |              |        |
| Март Израел | бацање диска | 66,98        | 64,19         | 4. у гр. Б кв | 65,20                | 4 / 30 (33)  |        |
| Михкел Кук  | бацање копља | 81,77        | 76,42         | 11. у гр. А   | Није се квалификовао | 23 / 36 (37) |        |

#### Десетобој
| Дисциплина    | Мик Пахапил  | Мик Пахапил | Мик Пахапил | Мик Пахапил | Мик Пахапил | Мик Пахапил | Андрес Раја  | Андрес Раја | Андрес Раја | Андрес Раја | Андрес Раја | Андрес Раја  |
| Дисциплина    | Лични рекорд | Резултат    | Бод.        | Плас.       | Укупно      | Плас.       | Лични рекорд | Резултат    | Бод.        | Плас.       | Укупно      | Плас.        |
| ------------- | ------------ | ----------- | ----------- | ----------- | ----------- | ----------- | ------------ | ----------- | ----------- | ----------- | ----------- | ------------ |
| 100 м         | 11,01        | 11,28       | 799         | 27          | 799         | 27          | 10,81        | 10,85 РС    | 894         | 10-11       | 894         | 10-11        |
| Скок удаљ     | 7,81         | 7,12        | 842         | 20          | 1.641       | 23          | 7,51         | 7,21        | 864         | 17-18       | 1.758       | 10           |
| Бацање кугле  | 15,51        | 14,76       | 775         | 14          | 2.416       | 24          | 14,96        | 14,61       | 766         | 15          | 2.524       | 10           |
| Скок увис     | 2,15         | 2,02        | 822         | 7-10        | 3.238       | 17          | 2,04         | 1,99        | 794         | 16          | 3.318       | 11           |
| 400 м         | 50,08        | 50,65 РС    | 785         | 21          | 4.023       | 21          | 48,83        | 49,47       | 839         | 13          | 1.157       | 12           |
| 110 м препоне | 14,14        | 14,54 РС    | 906         | 11          | 4.997       | 19          | 13,04        | 14,04       | 969         | 3           | 5.126       | 7            |
| Бацање диска  | 49,51        | 47,16       | 811         | 6           | 5.740       | 15          | 43,80        | 43,39       | 734         | 18          | 5.860       | 7            |
| Скок мотком   | 5,10         | 4,90        | 880         | 9           | 6.620       | 13          | 4,80         | 4,70 РС     | 819         | 14          | 6.679       | 9            |
| Бацање копља  | 69,53        | 66,40       | 835         | 7           | 7.455       | 10          | 67,16        | 57,35       | 698         | 15          | 7.337       | 14           |
| 1500 м        | 4:34,95      | 4:35,41     | 709 РС      | 9           | 8.551       | 9           | 4:37,13      | 4:52,28     | 605         | 18          | 7.892       | 15           |
| Укупно        | 8.398        |             |             |             | 8.164       | 9 / 22 (30) | 8.119        |             |             |             | 7.982       | 15 / 22 (30) |

### Жене
| Атлетичарка    | Дисциплина | Лични рекорд | Квалификације | Квалификације | Полуфинале | Полуфинале | Финале                | Финале       | Детаљи |
| Атлетичарка    | Дисциплина | Лични рекорд | Резултат      | Место         | Резултат   | Место      | Резултат              | Место        | Детаљи |
| -------------- | ---------- | ------------ | ------------- | ------------- | ---------- | ---------- | --------------------- | ------------ | ------ |
| Марис Меги     | 400 м      | 52,21        | 52,93         | 2. у гр. 5 КВ | 53,27      | 7. у пф. 1 | Није се квалификовала | 21 / 36 (37) |        |
| Ана Иљуштшенко | скок увис  | 1,96 НР      | 1,95          | 5. гр. А КВ   |            |            | 1,89                  | 11 / 27 (29) |        |

#### Седмобој
| Дисциплина    | Грит Шадејко | Грит Шадејко  | Грит Шадејко  | Грит Шадејко  | Грит Шадејко | Грит Шадејко |
| Дисциплина    | Лич. рек.    | Резултат      | Бод.          | Плас.         | Укупно       | Плас.        |
| ------------- | ------------ | ------------- | ------------- | ------------- | ------------ | ------------ |
| 100 м препоне | 13,84        | 13,4 ЛР       | 1.059         | =11           | 1.059        | =11          |
| Скок увис     | 1,78         | 1,74          | 903           | 19            | 1.962        | 18           |
| Бацање кугле  | 12,35        | 11,46         | 625           | 27            | 2.587        | 24           |
| 200 м         | 24,32        | 24,39         | 944           | 8             | 3.531        | 22           |
| Скок удаљ     | 6,33         | 6,28          | 937           | 8             | 4.468        | 19           |
| Бацање копља  | 47,93        | 42,84         | 722           | 11            | 5.190        | 18           |
| 800 м         | 4:21,57      | Није завршила | Није завршила | Није завршила | 5.190        | 25-26        |
| Укупно        | 6.134        |               |               |               | 5.190        | 24 / 24 (28) |

Легенда: НР = национални рекорд, ЛР= лични рекорд, РС = Рекорд сезоне (најбољи резултат у сезони до почетка првества), КВ = квалификован (испунио норму), кв = квалификова (према резултату)